# پالاس (دختر تریتون)
پالاس (انگلیسی: Pallas) یک جنگجو و دختر تریتون (اسطوره) بود. پس از اینکه آتنا کاملاً مسلح از پیشانی زئوس متولد شد، تریتون، پسر پوزئیدون و خدای دریاها، والد موقت او شد و او را در کنار دختر خودش بزرگ کرد. خدای دریا به هر دو دختر هنرهای جنگی را آموخت. در طول یک جشنواره دو و میدانی، پالاس و آتنا با نیزه در یک نبرد ساختگی دوستانه جنگیدند که در آن هر کسی که بتواند حریف خود را خلع سلاح کند، پیروز خواهد شد. در ابتدای مبارزه، آتنا دست برتر را به دست آورد تا اینکه پالاس کنترل را به دست گرفت. قبل از اینکه پالاس بتواند برنده شود. زئوس از ترس اینکه دخترش شکست بخورد، حواس پالاس را با ایجس که زمانی به آن علاقه نشان داده بود، پرت کرد. او برای طفره رفتن، به‌طور تصادفی او را به چوب بست. آتنا از غم و اندوه و پشیمانی، مجسمه پالادیوم (قدیمی کلاسیک)، مجسمه ای شبیه پالاس را خلق کرد و ایجیس را که از آن ترسیده بود، دور سینه آن پیچید و در کنار زئوس قرار داد و آن را گرامی داشت.